# لوپیون (اسپانیا)

لُوپیُن (به اسپانیایی: Lupión) یکی از دهستان‌های استان خائن در کشور اسپانیا است. این شهر با مساحت ۲۴٫۳۳ کیلومتر مربع، ۹۶۰ تن جمعیت دارد.